# Antoni Pallarès i López
Antoni Pallarès i López   (Cervelló, 1973) és un publicista i empresari polifacètic, amb una carrera de diverses dècades en el món de la tecnologia i els mitjans de comunicació.
Toni Pallarès és fundador del Grup Ares, una empresa multidisciplinària i laboratori d'idees que s'ha distingit en el mercat de les .com, llançant productes i serveis notables com Ciutat Virtual, Thematic Sites, Missatges Grocs, i gestionant registres de dominis amb interaccions directes amb l'ICANN, als Estats Units. Grup Ares ha estat pioner en la digitalització de mitjans i guies locals, creant un portal online abans que empreses consolidades adaptessin el seu format al digital. L’any 2008 el portal online de Grup Ares comptava amb més de 2000 pàgines web. El 2017 va crear àudioguies.cat, un sistema creat amb intel·ligència artificial per difondre la història, cultura i gastronomia dels municipis catalans. Des del 2019 el grup fundat per Toni Pallarès promou un nou format de webapp que funciona com a hub de connexions de diverses empreses.
El 2010 va Toni Pallarès va idear i crear el sistema de codificació E-cib, format per quatre dígits compostos per números i lletres i que serveix per unir el món físic amb el virtual. E-cib representa un pas endavant respecte els sistemes de codificació coneguts fins a l’actualitat, com els codis de barres, codificacions internacionals, codis postals, codis de seguretat o codis QR.
Amb una trajectòria marcada per la innovació i el desenvolupament de nous productes, Toni Pallarès s'ha endinsat en el sector de la tecnologia desenvolupant sistemes d'igual a igual. S'ha convertit en un dels principals proveïdors de serveis i servidors per als jocs online de l'època, a més de sistemes de descàrrega de continguts.
Anteriorment, Toni Pallarès va col·laborar el 1992 amb el Comitè Olímpic en els Jocs Olímpics i Paralímpics de Barcelona en tasques de producció. L'inici de la seva carrera professional es va donar a l'emissora local de Cervelló, on va treballar com a locutor de programes musicals i comercials. Posteriorment, va treballar a la televisió local de Vallirana, on es va encarregar de la comercialització d'espais publicitaris i el finançament de programes.